# Фукуда, Симпэй
Синпэй Фукуда (яп. 福田真平; род. 22 ноября 1987 в префектуре Канагава, Япония) — японский шоссейный велогонщик. С 2010 по 2016 год выступал за Aisan Racing Team.

## Достижения
2011
1-й Этап 1 Тур Кумано
2013
1-й Этап 3 Тур Иджена